# Naif Al-Kadi
Naif Fallatah al-Kadi (arab. نايف علي القاضي; ur. 3 kwietnia 1979 w Ha’il) – saudyjski piłkarz grający na pozycji obrońcy.